# Evelyne Verleye
Evelyne Verleye is een Belgisch voormalig acro-gymnaste. 

## Levensloop
Samen met Gretel Leroy behaalde ze brons in de discipline 'tempo' bij de 'dames duo' op de Europese kampioenschappen van 1993.